# عازف كمان

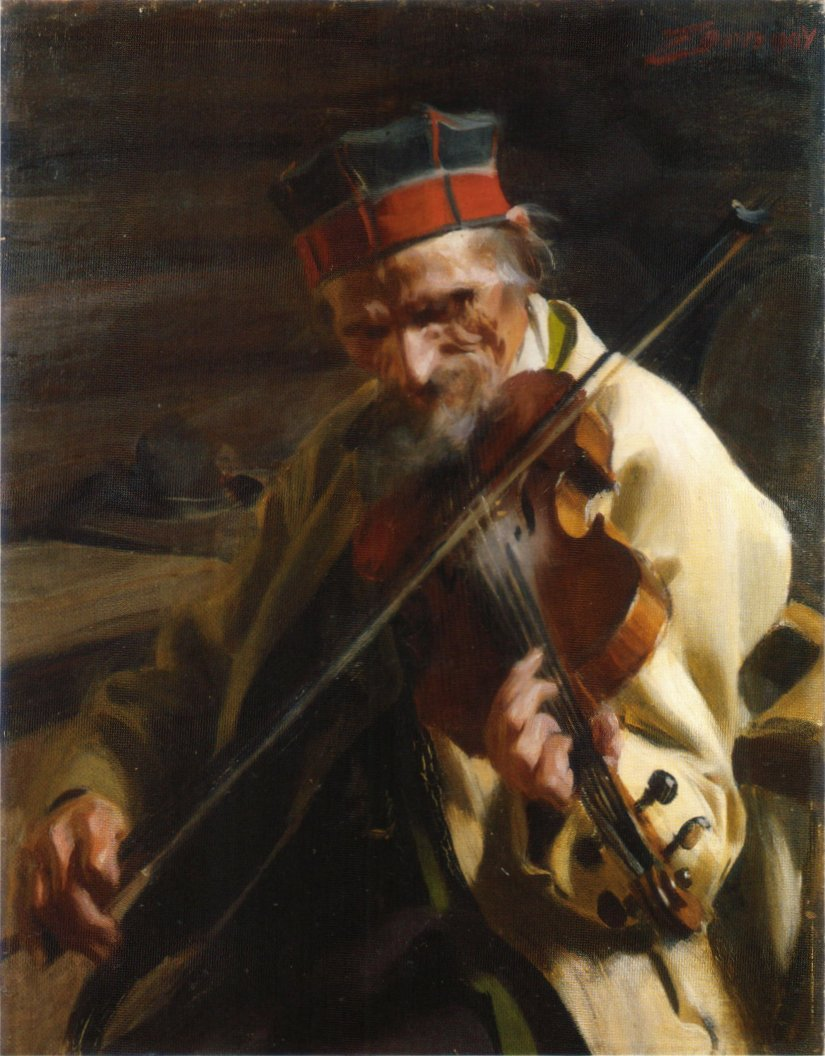

عازف كمان هو موسيقي يعزف على الكمان، حيث يمكنه عزف إما قطع منفردة وحده، أو مصحوبة بالعديد من الآلات الأخرى. وقد تم ٱستعمال هذه الآلة في العديد من الفنون مثل عصر الباروك و‌الموسيقى كلاسيكية و‌الجاز و‌موسيقى الروك، موسيقى فلكلورية.

## عازفي الكمان في العصر الباروكي، مابين القرن 16 إلى القرن 18
- أركنجلو كوريلي (1653 - 1713), إيطاليا
- جوزيبي توريلي (1658 - 1709), إيطاليا
- تومازو ألبينوني (1671 - 1751), إيطاليا
- أنطونيو فيفالدي (1678 - 1741), إيطاليا
- يوهان سباستيان باخ (1685 - 1750), ألمانيا
- جيوسيب تارتيني (1692 - 1770), إيطاليا